# Koriten
Koriten es un pueblo perteneciente al municipio de Krushari, en la Provincia de Dobrich, al noreste de Bulgaria.
En 2011 tiene 259 habitantes.
Se ubica unos 10 km al norte de Krushari, cerca de la frontera con Rumania.